# The Blade of Blackpoole
The Blade of Blackpoole è un videogioco di avventura testuale fantasy pubblicato nel 1982-1983 per Apple II, Atari 8-bit e Commodore 64 dalla Sirius Software. La StarCraft Inc. pubblicò anche versioni per i computer giapponesi FM-7, PC-88 e PC-98.

## Trama
L'eroe del gioco deve recuperare la spada magica Myraglym e riportarla all'altare dal quale è stata rubata. Si dice che sia nascosta in una camera segreta nei pressi del lago di Blackpoole (da cui il titolo, traducibile "la lama di Blackpoole"). L'eroe inizia presso una foresta e un altro laghetto, equipaggiato solo di alcune monete d'oro, ma potrà acquistare oggetti utili in una taverna. Dovrà interagire con vari personaggi, tra cui una pianta carnivora parlante, che chiedono qualcosa in cambio della loro collaborazione.

## Modalità di gioco
L'avventura è in inglese, eccetto le conversioni per i computer giapponesi che sono tradotte in giapponese. Lo stile è simile al precedente Wizard and the Princess. La parte superiore dello schermo mostra illustrazioni statiche del luogo attuale, mentre al di sotto scorrono testi descrittivi e comandi del giocatore.
Il vocabolario riconosciuto è ampio e si possono utilizzare anche comandi di più di due parole (es. move the rock with the lever, "muovi la roccia con la leva"), anche concatenando più comandi consecutivi separati da then ("poi") o virgole. Oppure un comando complesso potrebbe essere inserito in due tempi: se manca lo strumento dell'azione, il computer chiede with what ("con cosa?") e il giocatore potrebbe specificare with lever. Tutte le parole sono abbreviabili alle prime 5 lettere, mentre basta l'iniziale per i movimenti nelle direzioni cardinali e su/giù. Il personaggio può trasportare un massimo di 6 oggetti alla volta, elencabili con il comando inventory.
È possibile che il gioco termini improvvisamente con la morte del personaggio, o anche che si rimanga bloccati in una situazione senza uscita: può accadere che si raggiunga un punto dell'avventura senza che si siano ottenuti certi oggetti indispensabili e senza poter tornare indietro a prenderli.
In proporzione al progresso del giocatore viene calcolato un punteggio, più elevato se si completa tutta l'avventura con un ridotto numero di mosse, fino a un massimo teorico di 500. La partita può essere salvata su disco.